# Plesionika trispinus
Plesionika trispinus is een garnalensoort uit de familie van de Pandalidae. De wetenschappelijke naam van de soort werd voor het eerst geldig gepubliceerd in 1976 door Squires & Barragan.